# BK Star
BK Star var en sportklubb i Södertälje i Södermanland.

## Fotboll
I fotboll har klubben spelat i Sveriges tredje högsta division. Klubbens färger var gul-svart och hemmaplanen var Rosenlund IP. Klubben upphörde i samband med fotbollsalliansen med Södertälje SK 1975. De två föreningarna bildade 1975 Södertälje FF.

## Ishockey
Föreningen bildade ishockeysektion 1951 i samband med att Södertälje IF lade ner sin verksamhet. Klubben vann 1956 Division II Östra B och kvalificerade sig för spel i Division I 1956/1957. Där slutade man sist och valde att lägga ner ishockeyverksamheten.